# David Henríquez
David Andrés Henríquez Espinoza (Santiago del Cile, 12 luglio 1977) è un ex calciatore cileno, di ruolo difensore.

## Carriera

### Club
Nal campionato cileno d'Apertura e Clausura 2006, Apertura e Clausura 2007, Henríquez porta il Colo-Colo a vincere, per la prima volta nella sua storia, tre campionati consecutivi.
Attualmente gioca per il Dorados de Sinaloa nella Prima Divisione Messicana.

### Nazionale
Henríquez gioca per la selezione di calcio cilena dal 2001 al 2003. È membro della squadra che partecipa ai giochi olimpici di Sydney 2000, dove il Cile conquista la medaglia di bronzo.

## Palmarès

### Club

#### Competizioni nazionali
- Campionato cileno: 4

Colo-Colo: 1996, 1998, 2006, 2007
- Copa Chile: 1

Colo-Colo: 1996

### Nazionale
- Bronzo olimpico: 1

Sydney 2000